# Секененра Таа II
Секененра Таа II (устар. Секеннира III) — фараон Древнего Египта, правивший приблизительно в 1569—1554 годах до н. э., из XVII (Фиванской) династии.
Секененра правил в Верхнем Египте с главным городом Фивами, между тем как Средний Египет и Дельта находились в подчинении азиатских захватчиков гиксосов.

## Правление
Фиванский трон занял царь Секененра Таа. Позднее, когда современники признали величие этого правителя, его стали звать Таа-аа, «Таа великий», или Таа-кен, «Таа-победоносный». Продолжительность его царствования неизвестна, но можно предположить, что он правил около 15 лет. 

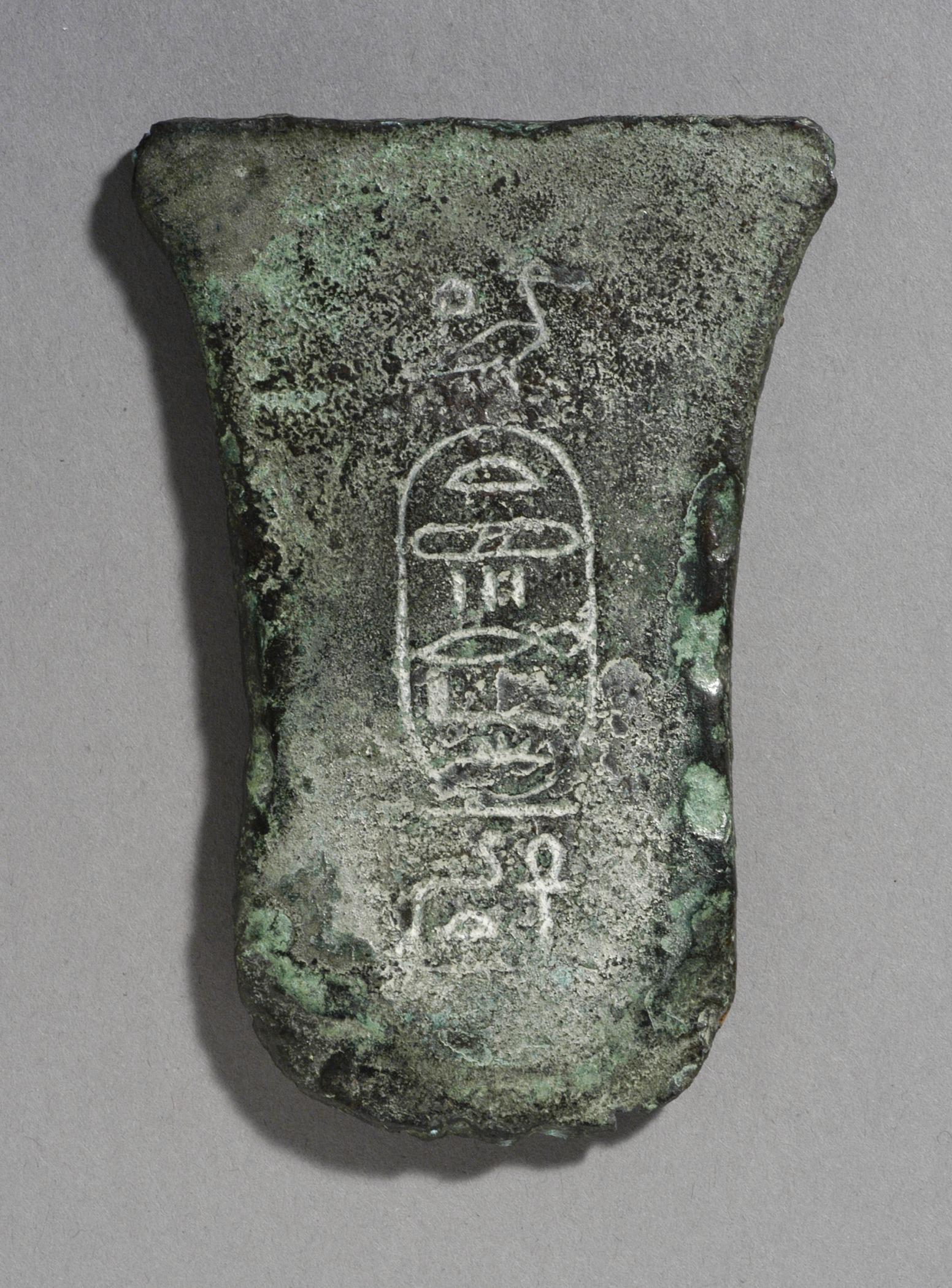
Церемониальный бронзовый боевой топор с именем фараона Секененра Таа II

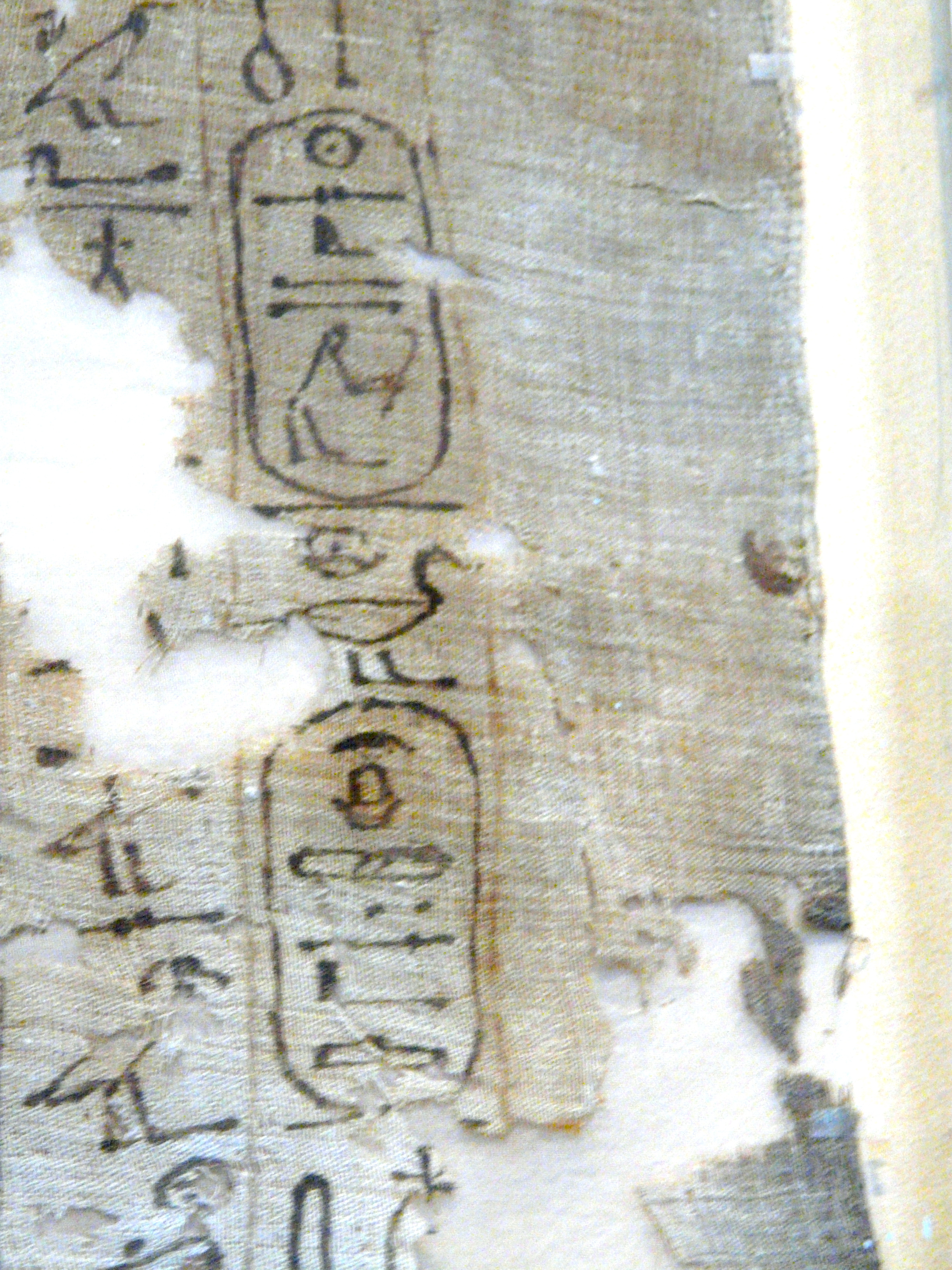
Фрагмент похоронных пелен царевны Яхмос на которых написано имя её отца, фараона Секененра Таа II. Египетский музей, Турин

Прежде египтологи признавали существование трёх царей по имени Таа: Секененра Таа, Секененра Таа-аа и Секененра Таа-кена. Во всяком случае, это подтверждалось отчётом чиновников, обследовавших царские гробницы в период правления XX династии, приведённом в папирусе Эббота. В данном тексте они сообщали, что обследовали «гробницу царя Секененра, сына бога солнца Таа», а также «гробницу царя Секененра, сына бога солнца Таа-аа, второго царя Таа». Однако проверяющие могли неправильно прочитать тронное имя первого из этих двух правителей, назвав его Секененра вместо Сенахенра. Обоих царей звали Таа, а тронные имена незначительно отличаются друг от друга. А Карнакском списке упоминается только один Секененра, и современные исследователи обнаружили саркофаг и мумию лишь одного правителя, носившего это имя. Более того, известно, что супругу Таа, как и жену Таа-кена, звали Яххотеп. Таким образом, признав существование двух царей по имени Секененра, мы вынуждены будем утверждать, что супруг обоих звали Яххотеп. Также чиновники, проверяющие гробницы, говорят о двух Таа, но не о двух Секененра. Однако основным доказательством существования одного царя, носившего такое имя, а не трёх является то, что в истории Египта неизвестны примеры, когда на троне друг друга последовательно сменяли два правителя (не говоря уже о трёх), обладавшие одинаковыми тронными именами.

### Имена Секененра Таа II
Заняв трон царь принял тронное имя Секененра, «Объединяющий (или вселяющий мужество) бога солнца». Его личным именем было Таа, которое дословно можно перевести как «Великий жертвенного хлеба». Возможно, связано с тем, что родители считали его появление на свет следствием произнесённых ими молитв и сделанных подношений богам.
| G5 |

| G5 |

| N28 · D36 | Aa13 | R19 |

| N28 · D36 | Aa13 | R19 |

| nswt&bity |

| nswt&bity |

| N5 · O34 | N29 · N35C |

| N5 · O34 | N29 · N35C |

| N5 · O34 | N29 · N35C |

| N5 · O34 | N29 · N35C |

| N5 · O34 | N29 · N35C |

| N5 · O34 | N29 · N35C |

| N5 · O34 | N29 · N35C |

| N5 · O34 | N29 · N35C |

| N5 · O34 | N29 · N35 | N35 · D40 |

| N5 · O34 | N29 · N35 | N35 · D40 |

| N5 · O34 | N29 · N35 | N35 · D40 |

| N5 · O34 | N29 · N35 | N35 · D40 |

| N5 · O34 | N29 · N35 | N35 · D40 |

| N5 · O34 | N29 · N35 | N35 · D40 |

| N5 · O34 | N29 · N35 | N35 · D40 |

| N5 · O34 | N29 · N35 | N35 · D40 |

| Ca1 | N5 | S29 | N29 · N35C | Z9 | A24 | G7 | Ca2 |

| Ca1 | N5 | S29 | N29 · N35C | Z9 | A24 | G7 | Ca2 |

| G39 | N5 |

| G39 | N5 |

| X1 · O47 | O29 · D36 | Y1 |

| X1 · O47 | O29 · D36 | Y1 |

| X1 · O47 | O29 · D36 | Y1 |

| X1 · O47 | O29 · D36 | Y1 |

| X1 · O47 | O29 · D36 | Y1 |

| X1 · O47 | O29 · D36 | Y1 |

| X1 · O47 | O29 · D36 | Y1 |

| X1 · O47 | O29 · D36 | Y1 |

| H8W | O29 · D36 |

| H8W | O29 · D36 |

| H8W | O29 · D36 |

| H8W | O29 · D36 |

| H8W | O29 · D36 |

| H8W | O29 · D36 |

| H8W | O29 · D36 |

| H8W | O29 · D36 |

| X1 · X2 | N18 | O29 · D36 | N29 · N35 |

| X1 · X2 | N18 | O29 · D36 | N29 · N35 |

| X1 · X2 | N18 | O29 · D36 | N29 · N35 |

| X1 · X2 | N18 | O29 · D36 | N29 · N35 |

| X1 · X2 | N18 | O29 · D36 | N29 · N35 |

| X1 · X2 | N18 | O29 · D36 | N29 · N35 |

| X1 · X2 | N18 | O29 · D36 | N29 · N35 |

| X1 · X2 | N18 | O29 · D36 | N29 · N35 |

| X1 · N18 | Z2 · O29 | D36 · Y1 |

| X1 · N18 | Z2 · O29 | D36 · Y1 |

| X1 · N18 | Z2 · O29 | D36 · Y1 |

| X1 · N18 | Z2 · O29 | D36 · Y1 |

| X1 · N18 | Z2 · O29 | D36 · Y1 |

| X1 · N18 | Z2 · O29 | D36 · Y1 |

| X1 · N18 | Z2 · O29 | D36 · Y1 |

| X1 · N18 | Z2 · O29 | D36 · Y1 |

| X1 · X2 | N18 · Z2 | O29 | N29 · N35 · D36 |

| X1 · X2 | N18 · Z2 | O29 | N29 · N35 · D36 |

| X1 · X2 | N18 · Z2 | O29 | N29 · N35 · D36 |

| X1 · X2 | N18 · Z2 | O29 | N29 · N35 · D36 |

| X1 · X2 | N18 · Z2 | O29 | N29 · N35 · D36 |

| X1 · X2 | N18 · Z2 | O29 | N29 · N35 · D36 |

| X1 · X2 | N18 · Z2 | O29 | N29 · N35 · D36 |

| X1 · X2 | N18 · Z2 | O29 | N29 · N35 · D36 |

| Ca1 | X1 · X2 | N18 · Z2 | O29 · Y1 | G7 | Ca2 |

| Ca1 | X1 · X2 | N18 · Z2 | O29 · Y1 | G7 | Ca2 |

### Родственные отношения

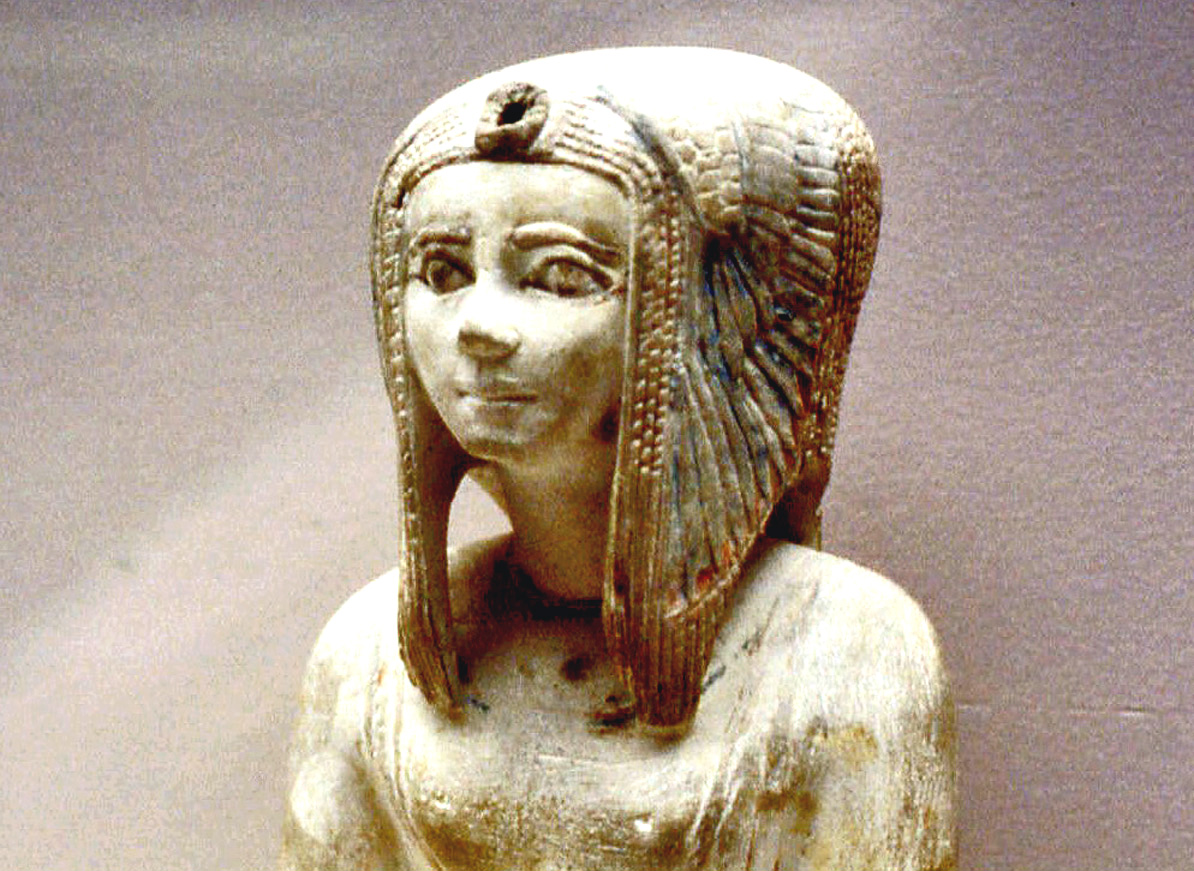
Статуэтка царицы Тетишери, жены Сенахтенра (?) и матери Секененра Таа II. Предположительно происходит из Дра-Абу-эль-Нага. В настоящее время хранится в Британском музее (инв. № 22558)

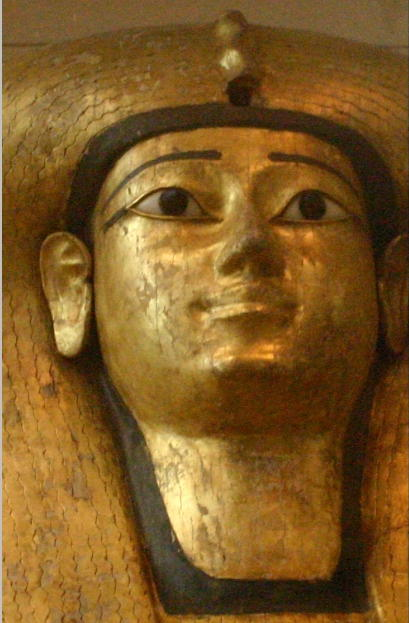
Царица Яххотеп — главная жена фараона Секененра и мать фараона Яхмоса I. Погребальный саркофаг Яххотеп, обнаруженный в Дра Абу эль-Нага, теперь находится в Каирском Музее Египта

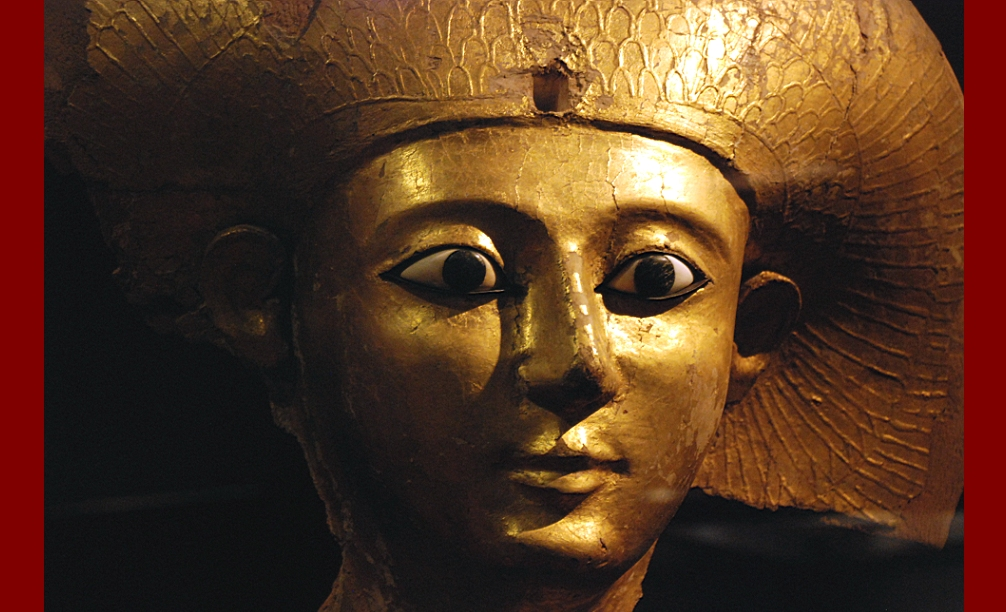
Крышка саркофага царицы Сит-Джехути. Сит-Джехути была дочерью фараона Сенахтенра и женой фараона Секененра Таа. Государственный музей египетского искусства. (Мюнхен, Германия)

Матерью Секененра являлась царица Тетишери, небольшие статуэтки которой были обнаружены в Фивах и хранятся в Британском музее. Вполне возможно, что эта Тетишери, дочь неких Тенны и Нефру, игравшая довольно важную роль в царском генеалогическом древе, происходила из благородной семьи, жившей в Хемену (греч. Гермополе Магна), столице XV (Заячьего) нома Верхнего Египта. По крайней мере, в том, что Секененра и его наследники были тесно связаны с этим городом, нет никаких сомнений. Детей в этом семействе называли Яхмос, «Рождённый луной», и Яххотеп, «Умиротворение луны». Ях, луна и бог луны, отождествлялся с Тотом, богом мудрости, покровителем Хемену. Рассказывая о Древнем Египте, Кастор Родосский называет XVIII династию, предком представителей которой был Секененра, гермополисской, то есть происходящей из Гермополя Магна. Поскольку Тетишери названа женой фараона, было бы разумно признать, что Секененра также был сыном фараона, и можно предположить, что этот фараон был фактическим предшественником Секененра Сенахтенра.
Секененра, кажется, был женат на своей сестре Яххотеп. Основатель XVIII династии царь Яхмос, сын Секененра, приказал изготовить стелу, в вырезанном на которой тексте говорится о том, как он строил в Абидосе пирамиду для царицы Тетишери. Он называет её матерью своей матери и матерью своего отца. Следовательно, она приходилась матерью не только Секененра, но и его супруге Яххотеп. В то время в царском семействе нередко заключались браки между братьями и сестрами. Дочь Тетишери Яххотеп была, вероятно, на пять лет младше своего брата Секененра, за которого она вышла замуж. От брака Секененра с Яххотеп родились фараон Яхмос I, основатель XVIII династии, царица Яхмос-Нефертари и, возможно, несколько других дочерей.
- Сит-Джехути; с кем у него была по крайней мере одна дочь по имени Яхмос;

Вопреки широко распространённому мнению, преемник Секененра Камос, кажется, не был его сыном. Во-первых, он нигде не назван как один из его детей. Во-вторых, у большинства детей Секененра присутствует в имени элемент «Яхмос» (Рождённый Луной), а в имени Камоса его нет. В-третьих, учитывая самостоятельную политику Камоса и то, что Яхмос взошёл на престол ещё ребёнком, видно, что разница в возрасте между Камосом и Яхмосом была довольно большая, не менее 20 лет. Всё это делает маловероятным представление Камоса, как сына Секененра.
Однако, хотя точные родственные отношения между этими двумя правителями неизвестны, факт, что династическая линия Секененра была продолжена после Камоса в лице его сына Яхмоса, наводит на мысль, что Секененра и Камос были действительно родственниками, возможно, братьями.

## Отношения с гиксосами

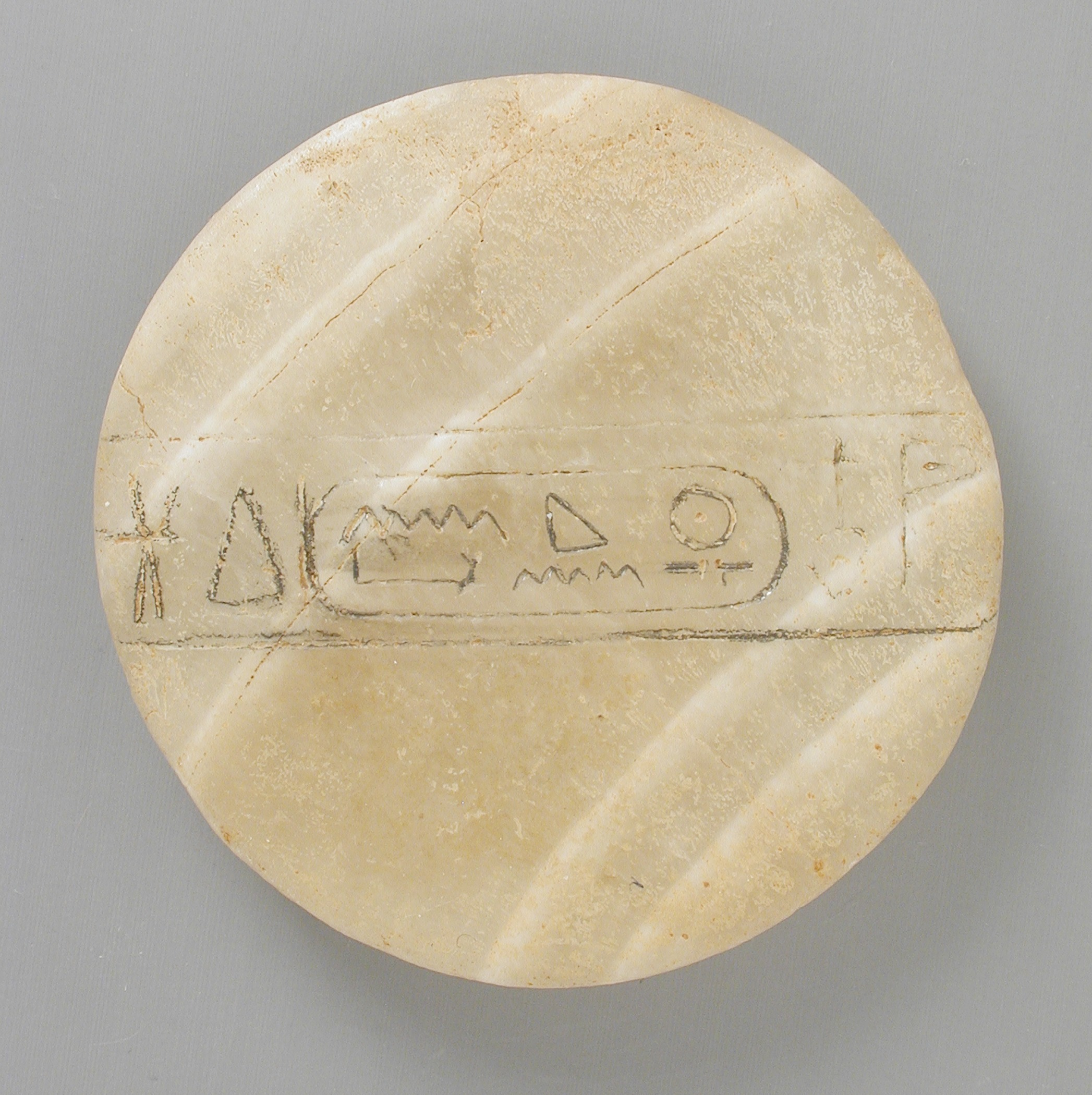
Фляга с именем Секененра. Музей искусств округа Лос-Анджелес

Как часто предполагают, Секененра начал борьбу с гиксосами, хотя и не сохранилось никаких современных тому времени сведений, подтверждающих сказанное. Это, частично, базируется на фрагментарном тексте конца Нового царства (так называемый папирус Саллье I, датируется эпохой Мернептаха, теперь в Британском музее, инв. № 10185), который рассказывает историю ссоры между двумя фараонами. Папирус очень сильно повреждён, имеет несколько пробелов и обрывается в третьей строке третьей страницы. Гиксоский царь Апопи Аусерра писал египетскому фараону Секененра, правившему в Фивах, о том, что ему в его столице Аварисе мешают спать бегемоты, живущие в болоте под Фивами, на расстоянии 800 км от Авариса. Видно, Апопи хотел воспользоваться этим нелепейшим предлогом, чтобы начать войну с Фиванским царством. Секененра возмущён этим и созывает совет вельмож, чтобы написать достойный ответ гиксоскому царю. Дальнейший ход событий неизвестен из-за того, что конец папируса не сохранился. Хотя этот рассказ имеет фольклорную основу и не может рассматриваться как исторический документ, но он действительно указывает, что народная память сохранила следы конфликта между Секененра и гиксосами. Также из рассказа видно, что фиванский фараон находился в подчинённом по отношению к Апопи положении и, видимо, платил ему дань.
Хотя папирус (вернее, сохранившаяся его часть) не говорит ни о каких сражениях, а касается только словесной перебранки между фараонами, но кажется, эта переписка действительно переросла в военный конфликт. Манефон сообщает только о том, что «цари Фив и других номов Египта устроили восстание против гиксосов, и между ними началась продолжительная и ожесточённая война». Вероятно, во время одного из сражений с гиксосами Секененра, судя по многочисленным ужасным ранам, следы которых сохранились на его мумии, был убит. Хотя не исключено, что он мог погибнуть и в результате дворцового заговора.
Относительно короткая продолжительность правления Секененра Таа не предполагает возведение этим фараоном каких либо монументальных зданий, но известно, что он построил из необожжённого кирпича новый дворец или храм в Деир-ель-Балласе, от которого сохранился дверной косяк с именем фараона. На противоположном берегу реки сохранился фундамент здания, бывшего, вероятно, военным пунктом наблюдения.
Секененра был похоронен в своей гробнице в Дра Абу эль-Нага близ Фив. На сегодняшний день не сохранилось никаких следов от его гробницы, и её точное местоположение неизвестно. Однако, как указывает протокол следственной комиссии (папирус Аббот) времён Рамсеса IX, могила Секененра была ещё не тронута в эпоху XX династии, то есть спустя 450 лет после смерти этого фараона. Позднее, видимо, в правление слабых фараонов XXI династии, жрецы, опасаясь всё более усиливающегося разграбления гробниц, втайне вывезли мумии фараонов и их близких из их гробниц и схоронили в тайнике в Дейр-эль-Бахри, где они пролежали нетронутыми почти 3000 лет.

## Мумия Секененра
Мумия Секененра была одной из многих царских и не только царских мумий, найденных в первом тайнике в Дейр-эль-Бахри в 1881 году. Затем она была перевезена в Каир, где её распеленал и исследовал французский египтолог и глава Службы древностей Гастоном Масперо, 9 июня 1886 года. Яркое описание Гастона Масперо перечисляет раны, нанесённые фараону в день его смерти:

… неизвестно, пал ли он во время сражения или стал жертвой некого заговора; находка его мумии доказывает, что он умер насильственной смертью в возрасте приблизительно сорока лет. Два или три мужчины, или убийцы или солдаты, должно быть, окружили его и умертвили прежде, чем подоспела помощь. Удар, нанесённый топором, должно быть, рассёк часть его левой щеки, выбил зубы, сломал челюсть, и свалил его бесчувственным на землю; другой удар, должно быть, глубоко рассек череп, а удар кинжала или копья в правую сторону открытого лба, немного выше глаза довершил его жизнь. Его тело, должно быть, осталось лежать там, где оно упало в течение некоторого времени: когда оно было найдено, то уже подверглось разложению, и бальзамирование было выполнено торопливо и наспех, как лучше из всего, что возможно было сделать. Волосы его толстые, жесткие и спутанные; лицо было выбрито утром в день его смерти, но, касаясь щеки, можно представить насколько густой волосяной покров покрывал его лицо. Эта мумия является останками красивого, энергичного человека, который, возможно, дожил бы до ста лет, и он, вероятно, защищался решительно против своих противников; его лицо до сих пор сохранило выражение ярости. Череп с вытекшим мозгом над одним глазом, морщинистым лбом, стянутыми в гнездо губами, через которые виден прикушенный зубами язык.
В 1906 году эта мумия было вновь исследована австралийским анатомом Г. Эллиотом Смитом. На этот раз были удалены бинты, оставленные во время первой экспертизы. В 1970-х годах она была исследована снова Джеймсом Харрисом и его командой, на сей раз использовались рентгеновские лучи.
Эллиот Смит нашёл, что мумия была не чем иным как ужасно повреждённым, разъединенным скелетом. Гравюра, сделанная где-то до 1888 года, однако, явно показывает более опознаваемое тело. Если эта гравюра надёжна, то мумии Секененра был нанесён большой ущерб между её разворачиванием в 1886 и второй экспертизой в 1906 годах.
Скелет обтянут мягкой, сырой, гибкой тёмно-коричневой, плохой сохранности кожей. Эллиот Смит также отметил, что у мумии был резкий, пряный аромат, который он объяснил тем, что его тело было обложено напудренными ароматическими стружками или опилками.
Воссоздав скелет, Эллиот Смит оценил его рост в 1,7 м. Зубы стёрты, но, в отличие от большинства мумий фараонов, Секененра обладал хорошими и здоровыми челюстями ко времени своей смерти. Основываясь на анализе зубов и костей, Эллиот Смит экспериментально предложил его возраст на момент смерти между 30 и 40 годами. Экспертиза мумии рентгеновскими лучами в 1970-х подтвердила эту оценку, сузив этот интервал между 35 и 40 годами.

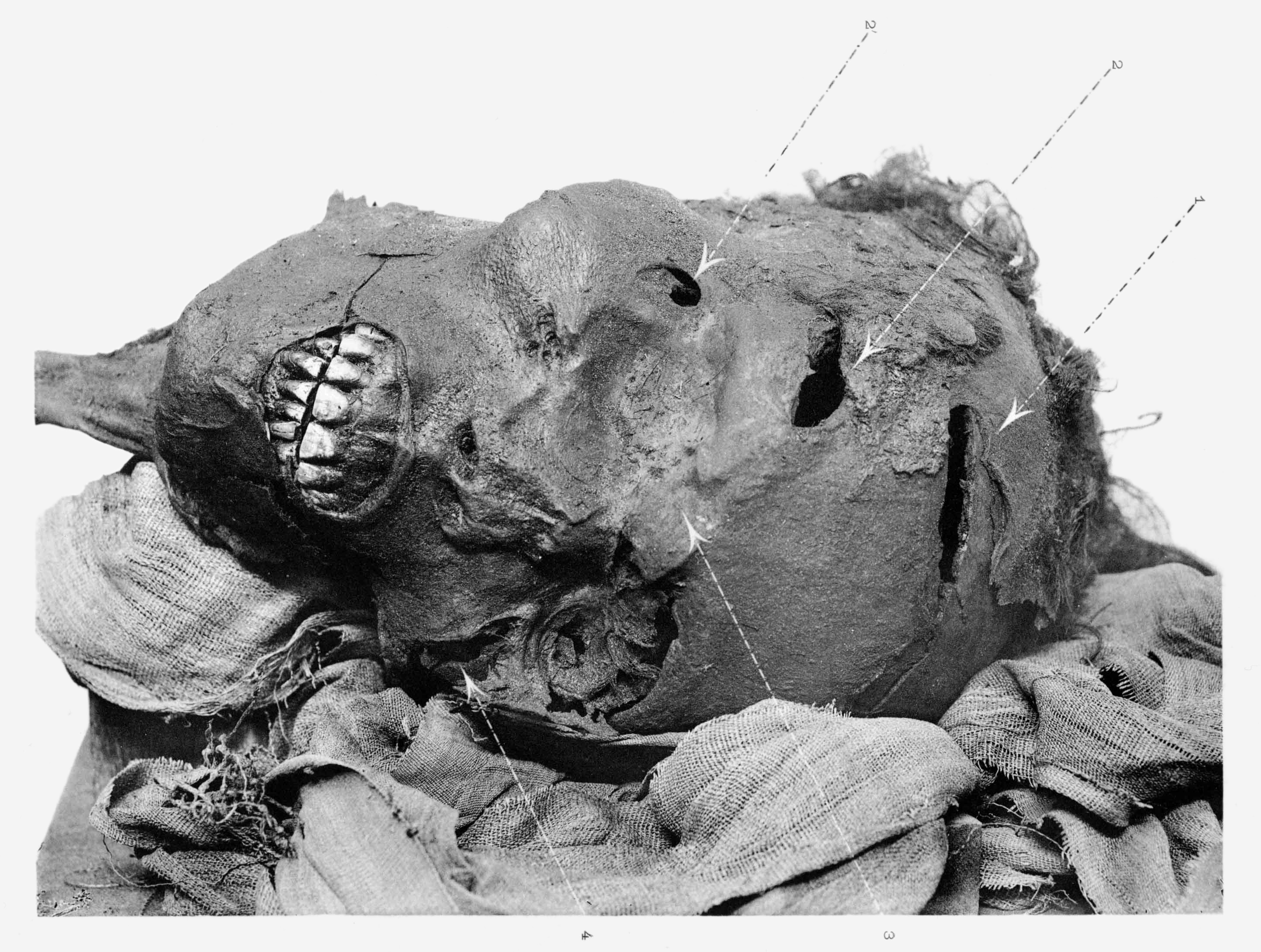
Мумифицированная голова Секененра с ранами, полученными в сражении.

Эллиот Смит идентифицировал 5 различных ран на его голове (пронумерованы на картинке. Нумерация ран не отражает порядок, в котором они были нанесены):
- 1 — почти горизонтальный пролом лобной кости, простирающейся на 63 мм от середины лба в правую сторону. Эта рана, вероятно, была вызвана топором с лезвием 5—6 см длиной;
- 2 — след второй раны почти параллелен предыдущему, только расположен ниже. Это дыра приблизительно 31 мм длиной, зияющая в ширину почти на 10 мм. Также, видимо, нанесена топором;
- 3 — удар тупым предметом в область носа сломал обе носовых кости. Этот же удар, вероятно, выбил правый глаз и вызвал смещение скуловых костей, приведший к образованию отверстия выше правой челюсти, рядом с глазом (2');
- 4 — отточенное оружие, вероятно, тот же топор, рассёк кожу левой щеки, отделив скульную кость от верхней челюсти;
- 5 — удар, нанесённый колющим оружием, возможно, копьём или пикой, в левую сторону головы, чуть ниже уха.

По крайней мере, два вида оружия использовалось при нападении на Секененру: топор и колющий предмет, такой как копьё. Хотя рана номер 3, что кажется более вероятным, была нанесена ручкой топора, но не исключено использование тяжёлой дубины или булавы. Если не предполагать, что противник, особо не торопясь, имел возможность сменить оружие, то кажется более вероятным, что было, по крайней мере, двое нападавших.
На основании того, что раны № 4 и 5 могли быть нанесены жертве только слева, Эллиот Смит предположил, что и три оставшиеся раны, возможно, также были нанесены с той же самой стороны. Он также отметил, что не было никаких ран на руках Секененры, признак того, что он не оказал сопротивления своим противникам и не пытался защититься руками. Всё это, в комбинации с фактом, что практически невозможно нанести две почти горизонтальные раны в голову стоящего человека ростом 1,7 м, заставило Эллиота Смита сделать вывод, что Секененра во время нападения лежал на правой стороне, вероятно спящий, то есть он придерживался версии, что произошёл дворцовый переворот и Секененра был убит во сне.
Однако последние исследования мумии убедительно утверждают, что рана в область лба Секененры была нанесена азиатским топором (гиксосской секирой), подобным найденным в Телль эль-Даби (Tell el-Dab’a). Египетские топоры того же самого периода сильно отличаются по форме и не вызвали бы подобную рану. Это даёт понять, что Секененра пал в битве с азиатскими захватчиками. То, что его тело было торопливо забальзамировано, с использованием материалов, которые, вероятно, были под рукой на момент его смерти, даёт ещё одно свидетельство того, что он пал на поле битвы, а не в своём дворце. Рентгеновское обследование мумии (1980) показало, что не было сделано никакой попытки удалить мозг, а в черепную коробку добавить полотно, как это делалось при обычной практике бальзамирования. Видимо, Секененра всё же пал в сражении. Вероятно, он был повержен на землю первыми ударами слева (под ухо и по щеке), а остальные раны были нанесены уже по лежащему лицом вверх телу, опять-таки стоящими слева противниками — два топором и один ручкой топора (или, что вероятнее, палицей, широко использовавшейся в ту эпоху) поперёк верхней части головы. Отсутствие ран на руках не говорит об отсутствии попыток защищаться — руки могли быть заняты оружием и до последнего использоваться «наступательно».
Мумия Секененры — самая древняя и хуже всех сохранившаяся из мумий фараонов, представленных в Египетском музее.
| XVII династия              |                                                              |                 |
| Предшественник: Сенахтенра | фараон Египта ок. 1569 — 1554 до н. э. (правил около 15 лет) | Преемник: Камос |

## Культурное влияние
Секененра — один из главных действующих лиц романа Нагиба Махфуза «Война в Фивах», повествующего об освобождении Египта из-под власти гиксосов.